# Minuartia attica
Minuartia attica är en nejlikväxtart. Minuartia attica ingår i släktet nörlar, och familjen nejlikväxter.

## Underarter
Arten delas in i följande underarter:
- M. a. attica
- M. a. idaea